# Trichostomum recurvirostre
Trichostomum recurvirostre là một loài rêu trong họ Pottiaceae. Loài này được (Hedw.) Lindb. mô tả khoa học đầu tiên năm 1863.